# طباعة فنية

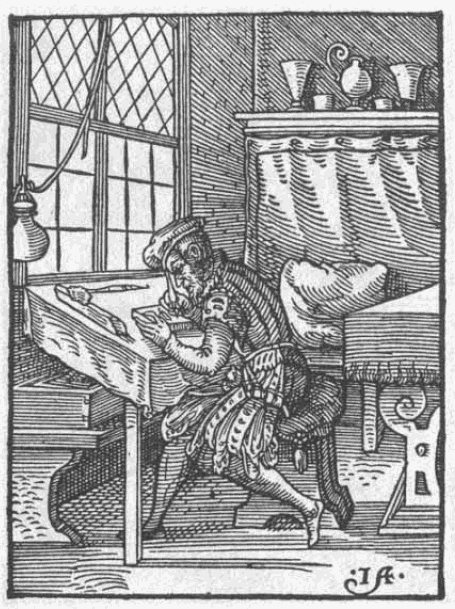

الطباعة الفنية (بالإنجليزية: Printmaking)‏ هي عملية إنشاء الأعمال الفنية عن طريق الطباعة، عادةً على الورق. تُعتبر كل طباعة عملًا فنيًا «أصليًا»، ويُشار إليها بشكل صحيح على أنها «انطباع»، لا «نسخة» (فالنسخة تختلف عن العمل الأصلي، وهذا ما كان شائعًا في الطباعة المبكرة). يكون الغرض من إنشاء الصور الموجودة على معظم المطبوعات هو الدراسات التحضيرية. تُعرف المطبوعة التي تنسخ عملًا فنيًا آخر -خاصة الرسم- بـ«الطباعة المعاد إنتاجها».
تُصنع المطبوعات عن طريق نقل الحبر من القوالب الخاصة إلى ورقة أو مادة أخرى، من خلال مجموعة متنوعة من التقنيات. تشمل أنواع القوالب الشائعة ما يلي: الألواح المعدنية المصنوعة من النحاس أو الزنك، أو ألواح البوليمر والألواح البلاستيكية السميكة، والحجر أو الألومنيوم للطباعات الحجرية.
منذ أواخر القرن التاسع عشر، بدأ الفنانون بالتوقيع على انطباعات فردية من إصدار ما وغالبًا ما كانت تُرقّم هذه الانطباعات لتشكل إصدارًا محدودًا، ثم تُدمّر القوالب المستخدمة لضمان عدم إنتاج المزيد من المطبوعات. يمكن طباعتها أيضًا على شكل كتاب، مثل الكتب المصورة.

## التقنيات

### لمحة عامة
تُقسم تقنيات الطباعة بشكل عام إلى الفئات الأساسية التالية:
- النقوش البارزة، يُطبّق الحبر على السطح الأصلي للقالب، تتضمن هذه التقنية: فن الخَشيب والنقوش أو الطباعة الخشبية إذ عادةً ما تُعرف الأشكال الآسيوية بالحفر على الخشب والقطع المعدنية.
- الحفر على المعادن أو الحجر، يُطبّق الحبر تحت السطح الأصلي للقالب، تتضمن هذه التقنية: النقش والتنميش والنقش التظليلي والأكواتنت.
- الطباعة التخطيطية، تحتفظ القوالب بسطحها الأصلي، ولكنها تُحضّر بشكل خاص للسماح بنقل الصورة. تشمل هذه التقنية: الطباعة الحجرية وحروف المونوتيب والتقنيات الرقمية.
- المرسام، يُطبّق الحبر أو الطلاء من خلال شاشة خاصة، مثل: طباعة الشاشة الحريرية.

### الخَشِيب
وهو نوع من النقوش البارزة، ويعد أقدم تقنية للطباعة، والوحيد المستخدم تقليديًا في الشرق الأقصى. يُعتقد أنه طُوّر أول مرة كوسيلة لطباعة الأنماط على القماش، وبحلول القرن الخامس استُخدم في الصين لطباعة النصوص والصور على الورق. تطورت النقوش الخشبية للصور على الورق نحو عام 1400 في اليابان، ولاحقًا في أوروبا. استخدم هذان المجالان القطع الخشبية على نطاق واسع كعملية لصنع الصور دون نصوص.
يرسم الفنان التصميم الخاص به على لوح من الخشب أو على الورق ليُنقل لاحقًا إلى الخشب. جرت العادة أن يسلّم الفنان العمل إلى شخص متخصص بالتقطيع، الذي يستخدم أدوات حادة لتقطيع أجزاء القالب الذي لن يتلقى الحبر ثم تُوضع ورقة رطبة قليلاً فوق القالب، ثم يُفرك بأداة خاصة أو ملعقة أو يُوضع في آلة الطباعة.
الطباعة المختزلة هي اسم يستخدم لوصف استخدام قالب واحدة لطباعة عدة طبقات من الألوان. عادة ما ينطوي ذلك على قطع كميات صغيرة من القوالب ثم طباعتها عدة مرات على أوراق مختلفة قبل غسلها، يمكن تكرار هذه العملية عدة مرات. تتمثل مزايا هذه العملية في الحاجة إلى قالب واحد فقط، وأن المكونات المختلفة للتصميم المعقد سوف تُجمّع بشكل مثالي. عيب هذه الطريقة هو عدم إمكانية إجراء المزيد من المطبوعات بمجرد انتقال الفنان إلى الطبقة التالية.
تعد تقنية كوكيل تقنية مختلفة قليلًا وقد اشتُهرت في جاوة، إندونيسيا. تُنحت فيها الصور على سطح خشبي يسمى كوكيلان، ثم تُخلط مع حبر الطابعة قبل ضغطها وتُوضع على وسائط مثل: الورق أو القماش.

### النقش
طُوّرت هذه التقنية في ألمانيا في الثلاثينيات من القرن التاسع عشر من النقوش التي استخدمها الصاغة لتزيين الأعمال المعدنية. استخدم النقّاشون أداة فولاذية صلبة تسمى بورين لتقطيع التصميم المطلوب على سطح صفيحة معدنية مصنوعة من النحاس. يعد النقش باستخدام البورين عمومًا مهارة صعبة التعلم.
تأتي أدوات النقش بمجموعة متنوعة من الأشكال والأحجام التي تنتج أنواع مختلفة من الخطوط. تُنتج أداة البورين جودة خط فريدة ومميزة بمظهرها الثابت وحوافها النظيفة. تُستخدم أدوات أخرى مثل: الروليت (أداة ذات عجلة مسننة) والمُلمّعات (أداة تستخدم لجعل السطح ناعمًا أو لامعًا بالفرك).
تُصبغ اللوحة المنقوشة في كل مكان، ثم يُمسح الحبر عن السطح ويُترك الحبر فقط ضمن الخطوط المحفورة، ثم تُوضع اللوحة في آلة طباعة ذات ضغط عالٍ، تلتقط الورقة الحبر من الخطوط المحفورة، وهكذا نحصل على الشكل النهائي. يمكن تكرار هذه العملية عدة مرات.
أُعيد إحياء النقش الحقيقي في القرن العشرين كشكلٍ فنيّ جاد من قبل فنانين، مثل: ستانلي ويليام هايتر صاحب مدرسة أتيليه 17 الفنية في باريس ونيويورك التي أصبحت نقطة جذب الكثير من الفنانين، مثل: بابلو بيكاسو وألبرتو جياكوميتي وماوريسيو لاسانسكي وخوان ميرو.

### التنميش
التنميش هو جزء من عائلة النقش الفنية، يعود تاريخ أول نقش مُثبت إلى عام 1515 لصاحبه آلبرخت دورر، لكن يُعتقد أن هذه التقنية قد اختُرعت من قبل الفنان الألماني دانيال هوبفر (1470–1536) في أوغسبورغ. سرعان ما بدأت تقنية التنميش بمنافسة فن النقش باعتباره وسيلة الطباعة الفنية الأكثر شعبية. كانت ميزة التنميش العظيمة أنه سهل التعلم نسبيًا لفنان مدرب على الرسم، على عكس النقش الذي يتطلب مهارة خاصة في أعمال المعادن.
تكون عادةً المطبوعات المنقوشة خطية وتحتوي على تفاصيل دقيقة. يمكن أن تختلف الخطوط ما بين الناعمة والسطحية. في تقنية التنميش، تبقى الأجزاء البارزة من النقش فارغة بينما تحمل الشقوق الحبر، أما في تقنية التنميش المجرد، تُغطّى لوحة معدنية (مصنوعة عادةً من النحاس أو الزنك أو الفولاذ) بالشمع أو الأكريليك، ثم يرسم الفنان باستخدام إبرة نقش مدببة. يحفر بعد ذلك الخطوط المعدنية المكشوفة عن طريق غمس اللوحة في مواد مثل: حمض النتريك أو كلوريد الحديد.

### النقش التظليلي
تتكون الصورة من التدرجات الدقيقة للضوء والظل. جاءت كلمة النقش التظليلي من كلمة ميزو الإيطالية وتعني (النصف) وكلمة تينا التي تعني (طبقة اللون)، هو شكل مختلف من أشكال الطباعة. لإنشاء النقش التظليلي، يُخشّن سطح لوحة الطباعة النحاسية بالتساوي بمساعدة أداة خاصة، ثم تُشكّل الصورة عن طريق تنعيم السطح بأداة تعرف باسم الملمع. عند وضع الحبر، تحتفظ المناطق الخشنة للوحة بالكثير من الحبر، بينما تحتوي المناطق الأكثر نعومة من اللوحة على حبر أقل أو معدوم. ومع ذلك، من الممكن إنشاء الصورة عن طريق تخشين اللوحة فقط بشكل انتقائي.
تشتهر هذه التقنية بالجودة الفاخرة لطبقات ألوانها: أولاً، لأن السطح الخشن يحتوي بشكل متساوٍ على الكثير من الحبر، ما يسمح بطباعة الألوان العميقة؛ ثانيًا، لأن عملية تنعيم الملمس باستخدام أداة البورين والمُلمّع والكاشطة تسمح بخلق تدرجات دقيقة من الألوان.
اختُرعت طريقة الطباعة بهذه التقنية من قبل لودفيج فون زيغن (1609-1680). استُخدمت هذه العملية على نطاق واسع في إنجلترا في منتصف القرن الثامن عشر، لإعادة إنتاج اللوحات الزيتية وخاصة البورتريه.